# V429 dels Bessons
V429 dels Bessons (V429 Geminorum, BD+20°1790) és una nana taronja situada a la constel·lació dels Bessons, situat a gairebé 85 anys llum del Sol. L'estrella és jove i activa i és membre de l'Associació estel·lar d'AB Doradus L'estrella també s'ha estudiat i controlat pel grup SuperWASP i es va trobar que coincideix amb la font ROSAT 1RXS J072343.6+202500. La possible existència d'un planeta va ser anunciada el desembre de 2009 i confirmada el gener de 2010, que va ser batejada amb el nom de BD+20 1790 b.

## Planeta
L'ajustament de les dades Keplerianes RV va suggerir una solució orbital per a un primer pla en el planeta massiu amb un període orbital de 7,7834 dies. Per altra banda la presència de l'enorme planeta jovià podria explicar l'alt nivell d'activitat estel·lar detectada. No obstant això, l'estudi suggereix a més que aquest planeta no pot existir perquè les variacions de velocitat radial estan fortament correlacionades amb l'activitat estel·lar, el que suggereix que aquesta activitat és la causa de les variacions. Això es fa ressò del cas similar de la detecció de planetes al voltant de TW Hydrae, que també va ser trobada per ser causa de l'activitat estel·lar en lloc de moviment orbital.